# Henry George Madan
Henry George Madan (né le 6 septembre 1838 et mort le 22 décembre 1901) est un chimiste, professeur et académicien britannique.

## Biographie
Il voit le jour à Cam Vicarage, dans le Gloucestershire, en Angleterre, l'ainé de George Mandan. À la suite de son éducation au Collège Marlborrough, il obtient une exposition ouverte au College Corpus Christi de Oxford. Il obtient un baccalauréat universitaire ès lettres en 1860, il est membre d'un groupe d'élite du college Queens de Oxford en 1861 et il obtient une maîtrise universitaire ès lettres en 1864. Il reçoit la maîtrise universitaire ès sciences au collège Eton, où il travaillera pendant vingt ans
,. Il est élu membre la société de chimie, et il publie différents travaux sur la chimie et la physique. Il coédite Exercises in practical chemistry (Exercices en chimie pratique) avec A. G. V. Harcourt, qui devient un manuel de référence pendant de nombreuses années par la suite
.
L'astronome américain Asaph Hall découvre les deux satellites de la planète Mars en 1877. Différents noms sont proposés, mais Hall, choisit la suggestion de Madan, qui lui propose les noms de Deimus (plus tard Deimos) et Phobus (plus tard Phobos). Ces noms sont mentionnés dans le quinzième livre de Homère l'Illiade, ligne 199. Henry est le frère de Falconer Madan (1851-1935) un bibliothécaire, bibliographe et historien du livre britannique. Il est entre autres bibliothécaire de la bibliothèque Bodléienne de l'université de Oxford. Falconner est aussi le grand père de Venetia Burney (1918-2009), qui a la particularité d'être la première personne à suggérer le nom Pluton pour la planète naine, découverte en 1930.
Madan est impliqué dans un accident de camion, il est amputé d'un bras. Sa santé ne récupère pas, et il meurt quelques mois plus tard. 